# Code de procédure pénale (Syrie)
Pour les autres articles nationaux ou selon les autres juridictions, voir Code de procédure pénale.
Le Code de procédure pénale fut promulgué par le décret no 112 du 13 mars 1950. Il institua « des juridictions pour mineurs, avec une procédure spéciale, et la loi du 17 septembre 1953 a refondu toute la matière relative à l'enfance délinquante. »